# Khanna

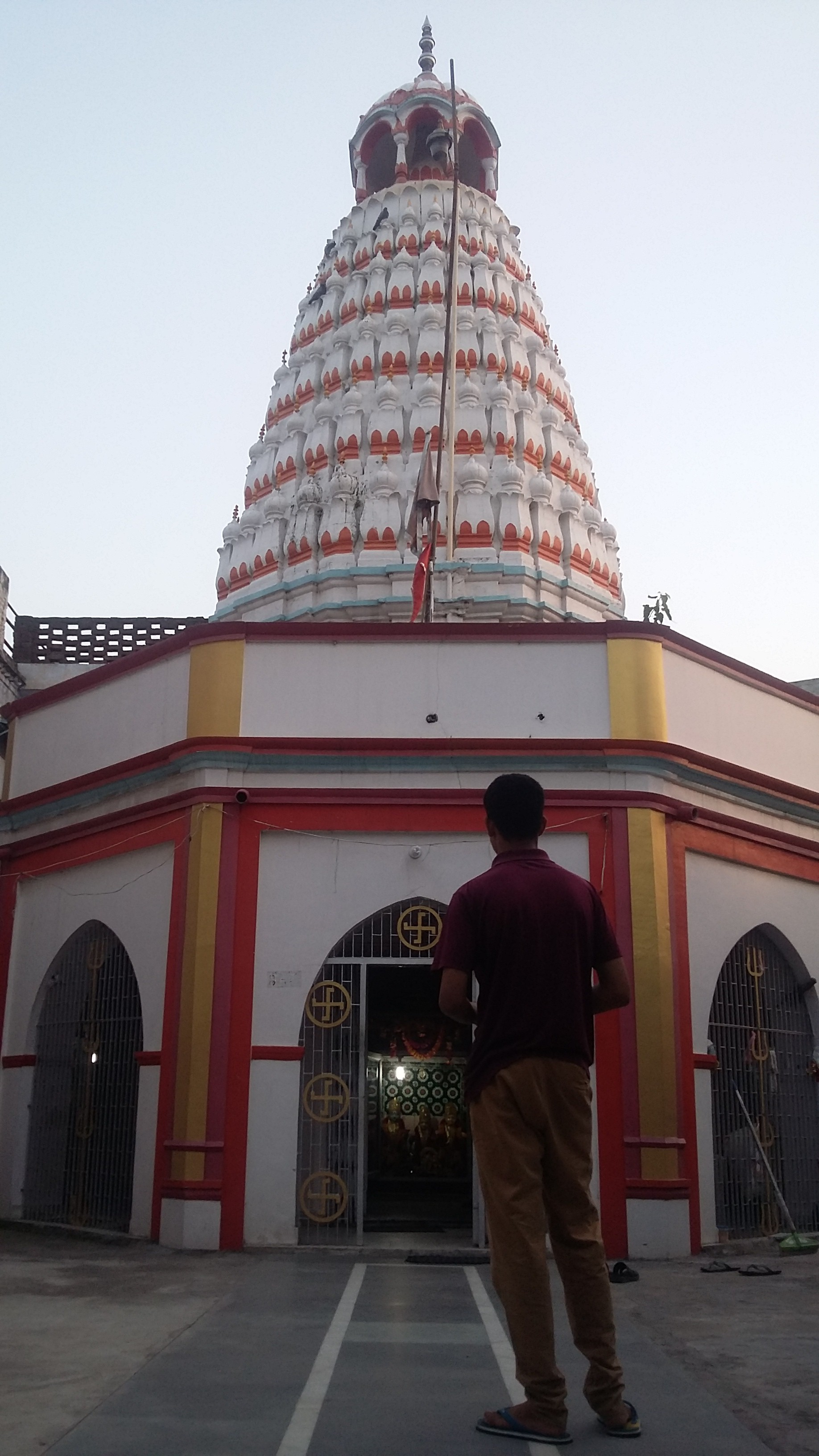
Lord Rama tempio Khanna

Khanna è una città dell'India di 103.059 abitanti, situata nel distretto di Ludhiana, nello stato federato del Punjab. In base al numero di abitanti la città rientra nella classe I (da 100.000 persone in su).

## Geografia fisica
La città è situata a 30° 42' 16 N e 76° 13' 23 E e ha un'altitudine di 253 m s.l.m..

## Società

### Evoluzione demografica
Al censimento del 2001 la popolazione di Khanna assommava a 103.059 persone, delle quali 55.290 maschi e 47.769 femmine. I bambini di età inferiore o uguale ai sei anni assommavano a 11.914, dei quali 6.580 maschi e 5.334 femmine. Infine, coloro che erano in grado di saper almeno leggere e scrivere erano 74.021, dei quali 41.387 maschi e 32.634 femmine.